# 鶴見俊輔
鶴見 俊輔（つるみ しゅんすけ、1922年〈大正11年〉6月25日 - 2015年〈平成27年〉7月20日）は、日本の哲学者・評論家・政治運動家・大衆文化研究者。アメリカのプラグマティズムの日本への紹介者のひとりで、都留重人、丸山眞男らとともに戦後の進歩的文化人を代表する1人とされる。
米国ハーバード大学で哲学を学んだのち、リベラルな立場の批評で論壇を牽引。思想史から大衆文化まで幅広い分野を扱う。著書は『戦時期日本の精神史』(1982年)、『アメリカ哲学』(2008年)など多数。

## 経歴

### 生い立ち
1922年6月25日、東京府東京市麻布区（現在の東京都港区）で、父・祐輔と母・愛子（後藤新平の娘）の間に、4人きょうだいの2番目（長男）として生まれる。
鶴見が幼少の頃、父・祐輔は新自由主義を標榜して新政党・明政会を結成し、自宅には父の政友が集まり会合を開いていた。また父・祐輔は雑誌「雄弁」の創刊に関わり、旅行記や小説、評論を執筆するなど講談社と関係が深く、鶴見は姉・和子と自宅に寄贈される講談社の本を競うようにして読み、「満州事変以前の講談社文化にひたりきって育った」。
1929年、東京高師附属小学校入学。父・祐輔は海外での講演旅行などで自宅を空けていることが多く、特に1930年の明政会事件の後、約2年半を海外で過ごし、その間、鶴見は一緒に暮らしていた母・愛子から「しかられつづけのくらし」をしていた。小学3年生ないし11歳の頃、不良化し、近所の子供たちと万引き集団をつくって本や小物の万引きを繰り返し、家の金を持ち出し、小学校をサボって映画館に入り浸り、歓楽街に出入りして女給やダンサーと交際するなどした。12歳の頃にはうつ病になり、睡眠薬を飲んで道路に倒れる自殺未遂を繰り返し、精神病院に3度入院。1935年に府立高校尋常科に入学するも2年生の夏に退学になり、1936年に府立五中に編入したが、1937年5月に中退した。

### 米国留学
1937年7月、父・祐輔の計らいで井口（いのくち）一郎とオーストラリアを旅行。同年末に父に伴われて米国へ渡り、翌1938年3月までワシントンの斎藤博の公邸に預けられる。米国滞在中に、父と面識のあったハーバード大学の歴史学者・アーサー・シュレシンジャー・シニア教授を介して、同大学大学院に在籍していた都留重人と面識を得る。都留は生涯の師となった。同年9月に単身渡米し、マサチューセッツ州コンコードのミドルセックス校（全寮制中等学校）に入学。
1939年9月、16歳のとき、大学共通入学試験に合格してハーバード大学に進学、哲学を専攻。記号論理学者のホワイトヘッドやラッセルの講演を聴講し、カルナップ、クワインに師事した。
1941年7月、日本軍の南部仏印進駐に対抗して在米日本資産が凍結され、日本からの送金が止まったため、夏休みにニューヨーク日本文化会館の日本図書館で本の運搬をして働く。先行きへの不安から、生活費を切り詰め、成績優秀だったため卒業を急いで4年制の大学を3年で卒業できる飛び級コースを選択。この頃、結核のため喀血。
1942年3月下旬、大学の第3学年前期が終わったとき、FBIに逮捕され、東ボストン移民局の留置場を経て、同年5月に戦争捕虜としてメリーランド州ミード要塞内の収容所に送られる。抑留中に卒業論文を完成させ、第3学年後期は大学の授業に出席できず、留置場で受けた後期の試験は不合格だったが、それまで成績優秀だったため、卒業論文を参考資料とすることで教授会の投票により特例的に卒業が認められた
1942年6月、日米交換船グリップスホルム号に乗船、経由地のロレンソマルケスで交換船・浅間丸に乗り換え、同年8月に日本に帰国。

### 海軍軍属
1942年8月、米国から帰国の翌日、自主的に麻布区役所に出頭し、4日後の徴兵検査で第2乙種合格。陸軍に召集されるのを避けるため、海軍軍属にドイツ語通訳として志願し、1943年2月にドイツの封鎖突破船でジャワ島に赴任。ジャカルタの在勤海軍武官府に2年間勤務し、主に連合国のラジオ放送を聴いて情報をまとめ、部外秘の新聞を作成する業務に従事した。カリエスが悪化し、ジャワ島・チキニの海軍病院で2度手術を受けた後、シンガポールの輸送船団、通信隊での勤務を経て、1944年12月初に練習巡洋艦「香椎」で日本に帰還。
帰国後、体調が回復したため、1945年4月から慶應義塾大学日吉校舎に置かれていた海軍軍令部に勤務し、翻訳業務に従事。同年7月に結核性腹膜炎のため辞職し、熱海で療養中に敗戦を迎えた。

### 戦後
戦後、鶴見は軽井沢の別荘で結核の療養生活を続けながら、姉・鶴見和子の尽力で、和子と丸山眞男、都留重人、武谷三男、武田清子、渡辺慧とともに7人で「思想の科学研究会」を結成して雑誌『思想の科学』を創刊。同会では、米国留学の前後で日本の論壇全体の傾向が変わったとの自覚から着想して1954年から「転向研究会」を作り、『共同研究　転向』をまとめるなど思想史研究を行い、1962年に『共同研究 転向』全3巻を平凡社から刊行した。
1948年11月、桑原武夫の推薦により京都大学嘱託講師となり、1949年4月に京都大学人文科学研究所助教授となる。
1951年5月にうつ病を再発、京大を1年間休職、精神病院に入院し、翌1952年1月に退院。「親父のもとに出入りしていたら、自分がだめになると思って」家を出る。
1954年11月、東京工業大学助教授。
1959年、加太こうじ、森秀人、佐藤忠男、虫明亜呂無、邑井操らと大衆芸術研究会を創設。

### 安保闘争、ベ平連
1960年5月20日、新安保条約が強行採決される。翌5月21日、東京都立大学人文学部教授の竹内好は強行採決に抗議し、辞表を提出した。5月30日には鶴見も、「岸内閣が多数暴力をふるって新安保を抜き打ち承認したこと、とくにさる28日の記者会見における岸首相の非常識な発言」などに激しい憤りを感じたとして、東京工業大学に辞表を提出した。同日、新聞の取材に鶴見は「私は竹内さんを戦後エッセイを通じて知り合い尊敬していた。その人があのような理由で大学をやめられたことは大きなショックだった。辞任の決意はそのとき決まったといえる。〝竹内さんに続いた〟といってよいだろう」と答えた。
同年6月4日、小林トミらによって「声なき声の会」の最初のデモが行われ、鶴見と政治学者の高畠通敏は国会で合流。以後、声なき声の会はデモを重ね、岸内閣による日米安全保障条約改定に反対した。同年秋、横山貞子と結婚。うつ病を再発し、新婚の妻と別居。
1961年、同志社大学文学部社会学科教授。1962年から一時期、脳軟化症で自宅療養生活を続ける父・祐輔の介護のため、東京都練馬区関町にあった父の自宅で父と同居。

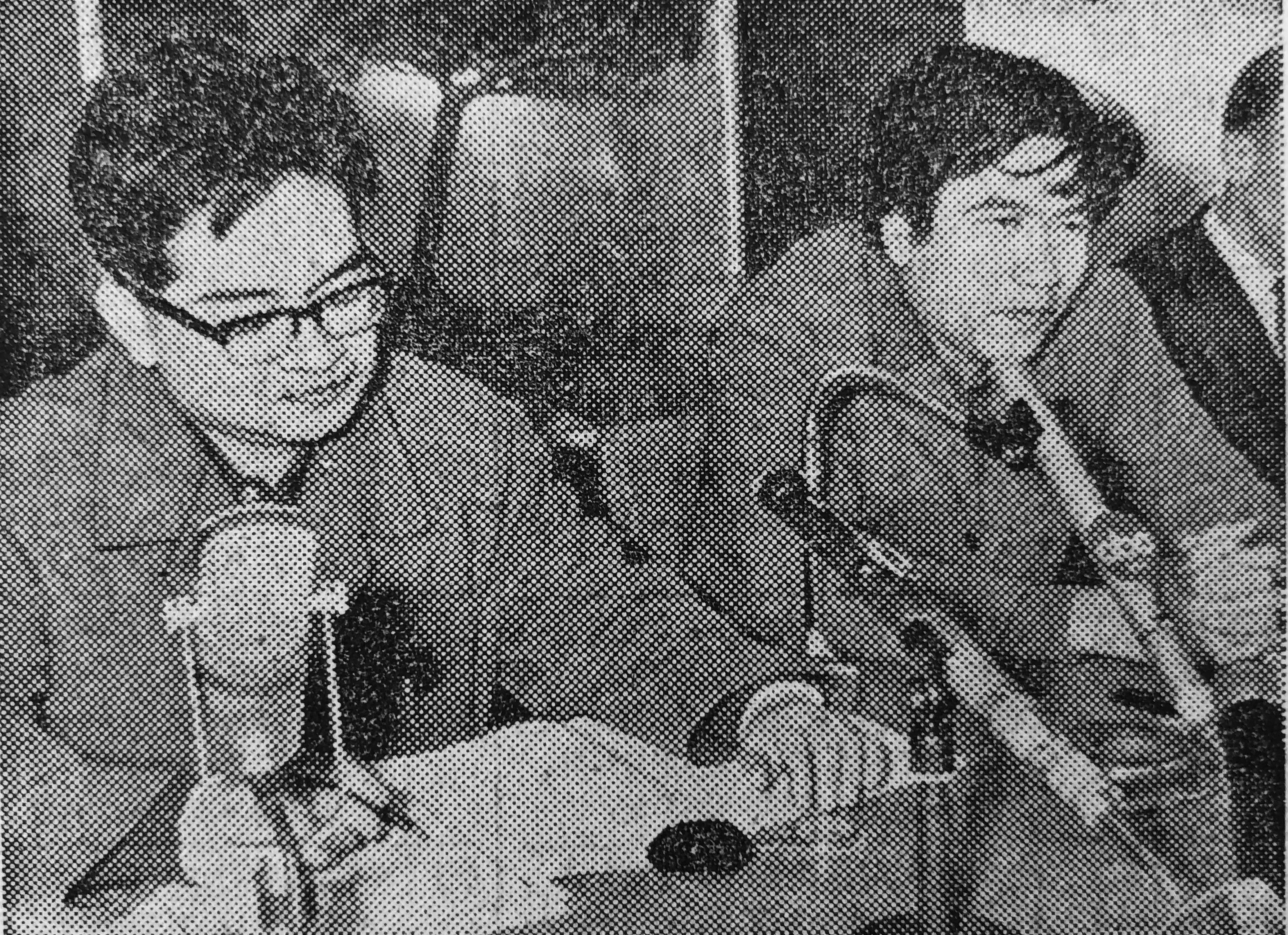
ベ平連の記者会見。小田実と鶴見（1967年11月13日）。

1965年2月7日、アメリカが北ベトナム爆撃（北爆）を開始。同年3月、文藝春秋の画廊で富士正晴の絵の展覧会が1週間開かれた。貝塚茂樹、桑原武夫と共に発起人を務めた鶴見はその頃、年の半分近くを東京で暮らしていたことから、期間中毎日受付にいた。その最終日、「声なき声の会」事務局長の高畠が訪れ、「北爆に対し無党派の市民として抗議したいが、『声なき声の会』では小さすぎる。政党の指令を受けないサークルの呼びかけで、ベトナム戦争を支援する日本政府に抗議するデモをやろう」と鶴見に働きかけた。鶴見は当時西宮市にいた小田実を誘った。高畠、鶴見、小田は東京新橋のフルーツパーラーに落ち合い、新しい団体の素案を練り、同年4月24日に「ベトナムに平和を!市民文化団体連合」（のちの「ベトナムに平和を!市民連合」）を結成した。
1966年6月にはベトナム北爆に抗議して在日アメリカ大使館前で座り込みを行った。1967年には横須賀に寄港した空母イントレピッドからの脱走兵2人を東京・練馬の父の家に匿い、のち京都の自宅に移し、スウェーデンに送る。1970年、大学紛争での警官隊導入に反対して同志社大学教授を退職。
1972年4月、金芝河は長編風刺詩「蜚語」を発表したが、4月12日に検挙され、木浦市の国立結核療養院へ強制軟禁された。同年6月29日、鶴見、真継伸彦、金井和子の3人は、金の釈放を求める署名を持って韓国に渡り、金が監禁されていた病室を訪ねた。鶴見は英語で「あなたの投獄に反対する署名がここにあります。これは世界のさまざまなところからよせられた声です」と言った。それに対し金は片言の英語でこう答えたという。「Your movement can not help me. But I will add my name to it to help your movement.（あなたたちの運動は、私を助けることはできないだろう。しかし私は、あなたたちの運動を助けるために、署名に参加する）」。
1974年4月、朴正熙の独裁政権に反対するデモを起こした大学生らのうち180人が拘束される「民青学連事件」が発生。7月16日までに、金芝河ら14人に死刑、15人に無期懲役、日本人の太刀川正樹と早川嘉春を含む26人に懲役15年から20年の刑が科せられた。7月21日に金の死刑は無期懲役に減刑されるも、鶴見、金達寿、李進熙、針生一郎ら4人は「金芝河氏ら全被告を釈放せよ」と抗議し、7月27日から30日にかけて数寄屋橋公園でハンガー・ストライキを行った。
1976年には、桑原武夫、多田道太郎、橋本峰雄、井上俊、津金沢聡広らと現代風俗研究会を創設（桑原が初代会長）。
1984年発行の『架橋-私にとっての朝鮮』飯沼二郎編著（麦秋社）の中で、吉田清治について「あの、独力で韓国に強制連行の謝罪碑を建てた人でしょう。（中略）碑の前で土下座して韓国人に謝罪すると、やっぱり悪罵を浴びせられるということが出ていますね、当然だと思うけれども、そのために謝罪碑を建てたっていうのは偉いですね」と述べた。

### 晩年
2004年6月には、大江健三郎や小田実らと共に九条の会の呼びかけ人となる。
2011年10月に脳梗塞を患い、以降発話と筆記が困難となるが、旺盛に読書を続けた。
2015年7月20日、肺炎のため京都市左京区の病院で死去。享年93。墓所は多磨霊園(5-1-12)。

## 家族
妻は英文学者・翻訳家の横山貞子。
- 息子は早稲田大学文学部教授の鶴見太郎[109]。
- 父は政治家・鶴見祐輔[110]。
  - 姉は社会学者の鶴見和子[110]。
  - 妹の夫は法学者の内山尚三[111]。
    - 父方の叔父は外交官の鶴見憲[112]。
      - 父方の従弟（鶴見憲の息子）に人類学者の鶴見良行[113]。

  - 母方の祖父は政治家・後藤新平[110]、同曾祖父に政治家・安場保和[111]。
    - 母方の義理の叔父の佐野彪太の末弟に佐野学がいた[114]
      - 母方の従兄に社会主義運動家の佐野碩[115]・佐野博[要出典]。
        - 母方の親戚（安場保和の孫娘の婿）に法学者の平野義太郎[要出典]。

## エピソード
- 筑摩書房の編集者松田哲夫によると、鶴見は専門の哲学はもとより、「マンガやジャーナリズム、近代史について、とてつもない知識」を持っていたという。『ちくま日本文学全集』の編集作業の際、鶴見が5歳の時からの膨大な既読書の内容をすべて覚えており、「古典的名作だけにとどまらない、例えば赤川次郎作品すべて」にまで及んでいることが判明した。これには名だたる読書人揃いの他の編者たち（安野光雅、森毅、井上ひさし、池内紀）も唖然としたという[116]。
- 鶴見は、父である鶴見祐輔が一高英法科の首席クラスの優等生であったにもかかわらず、倫理的によくない日中戦争や、負けるとわかっていた太平洋戦争の旗振り役となったことを「一番病」と呼び、一番病を攻撃することが自身の戦略であり、著作活動の動機の源泉になっていた、としている[117]。他方で、2年半の米国留学時代には鶴見自身も一番病にかかっていたとし、この時代のことを書くことを無意識に避けていた、としている[118]。なお「一番病」は、水木しげるが手塚治虫をモデルに描いた短編漫画の題名でもある。
- 漫画の中では山上たつひこの『がきデカ』を高く評価し、「あの『がきデカ』というのがみんなに読まれているうちは、ああ、日本人にはこういう人がいるんだな、日本ってこんなんだなという自画像をもっているうちは、まだまだ安全だと思っているんですよ。「正義のために戦え」とか、「聖戦」とかいうふうにして戦争の態勢をつくるところまでにはまだ一歩あるなという感じがするのです」[119]「こういうふうに金とセックスだけを追い求める人間が活躍するわけでしょう。ああ、日本人はこうなんだな、こういう人間がたくさんいるんだなと思って大人になることがいいんです。日本人は神の子で、万邦無比の国体なんだと思って海外に出ていったら困るんですよ。『がきデカ』を読んでいれば、ちがった人間になるんじゃないかという希望をもっています」[120]と述べている。
- テレビ番組『ハケンの品格』（2007年放送）がお気に入りで、軍属時代に翻訳と新聞発行を一手に引き受けていた自分と、同番組で描かれていた派遣社員とが重なって見えると語っている[121]。
- 敬虔なキリスト教徒であった母親への反撥、戦争推進を主張していた一部の僧侶や牧師への不信感から、宗教に反感を持っていたが、仏教徒の文化人との交流の中で仏教に理解を示すようになり、「かくれキリシタン」ならぬ「かくれ佛教徒」と自称するようになった。1975年に行われた松本清張との対談では「社会党の言うように、安保の全面廃棄、軍備の全面禁止というのは観念的か」という問いに「柳宗悦から習った言葉を使うと、一種の陀羅尼というか念仏で考えていくという方法をとっている」と答えている[122]。
- 1986年8月15日、安田武・山田宗睦と「坊主の会」を結成、以後毎年同日に剃髪することを15年間続けた。鶴見はその後も毎年8月15日に断食を行っている[123][124]。また、その山田が1965年に刊行した『危険な思想家』に「この本はあくまで今の時代に肉薄し、重大な警告を発している[125]」という推薦文を寄せたが、竹内洋によると吉本隆明から山田や鶴見らは自分たちのネットワークを壊し孤立させようとしている学者を告発しているにすぎないと批判されている[126][注 23]。
- ヤマギシ会を評価しており[127][128]、ベトナム戦争脱走兵をかくまうことに協力を得ている[129]。
- 鶴見は、渡米前から自身は無政府主義者だったと言明しており、「クロポトキンを一生懸命読んで」おり、クロポトキンにはマルクスに対する偏見があったため、それが、マルクス主義者にならない、「一種の予防注射になった」としている[130]。反戦運動を行う中で、戦時中に海軍軍属に志願した事に関して「なぜ戦争中に抗議の声を上げて牢屋に入らなかったっていう思いは、ものすごく辛いんだよね。だから、英語がしゃべれるのも嫌になっちゃって。戦争中から、道を歩いていても嫌だって感じだった。鬱病の状態ですよ」と本人は後に釈明している[131]。

## 評価・批判
- 蓮實重彦・上野昻志・絓秀実らは座談で、鶴見が左翼系知識人にすりよりながら、いつも左翼にならないこと、また蓮實重彦は「動体視力」つまり映画や文学を語る時の視力が鶴見には決定的に欠けており、それゆえ、鶴見の文化評論がことごとく無内容なものになっていると批判している[132]。
- 幸福会ヤマギシ会を支持し、ヤマギシ被害者から抗議を受けた[133]。
- 詩人の鮎川信夫はベ平連をおろかな運動としてしりぞけ、鶴見をバカと呼ぶ文章を書いた。鶴見自身は敗戦後に詩誌「荒地」を読み親しんでいた[134]。その後、「現代思想」1975年3月号において二人は「戦争について」と題して対談を行っている。
- 『戦時期日本の精神史 1931〜1945年』について、谷沢永一はこの副題の表記を、「日本の年号なんかけっして使わないぞ、という姿勢がはっきりしている」と指摘しており、数多い反日的日本人の著作のうち、いちばん凝り固まった極端を行く代表作を挙げろと言われたら同書を選ぶと評している[135]。なお鶴見は『日本の百年』（ちくま学芸文庫に収録）のうち、9巻（1945年から52年）と10巻（52年から60年）を担当しているが、ここでも全編にわたって「昭和」という元号を使用していない。松本清張との対談の中でも一回使ったきりである[136]。

## 著作物等

### 単著
- 『哲学の反省』先駆社 1946
- 『アメリカ哲学』世界評論社 1950 のち講談社学術文庫、「こぶし文庫 戦後日本思想の原点」こぶし書房 2008
- 『哲学論』創文社 1953
- 『大衆芸術』河出書房・河出新書 1954
- 『プラグマティズム』河出書房 1955
- 『アメリカ思想から何を学ぶか』中央公論文庫 1958
- 『誤解する権利 日本映画を見る』筑摩書房 1959
- 『折衷主義の立場』筑摩書房 1961
- 『日常的思想の可能性』筑摩書房 1967
- 『限界芸術論』勁草書房、1967 のち講談社学術文庫、ちくま学芸文庫
- 『不定形の思想』文藝春秋 人と思想 1968、新編・河出文庫 2022
- 『北米体験再考』岩波新書 1971、復刊2015
- 『ひとが生まれる 五人の日本人の肖像』ちくま少年図書館 1972、ちくま文庫 1994
- 『漫画の戦後思想』文藝春秋 1973
- 『私の地平線の上に』潮出版社、1975
- 『高野長英』朝日新聞社・朝日評伝選、1975 のち選書、新編・藤原書店 2007
- 『転向研究』筑摩叢書 1976
- 『いくつもの鏡 論壇時評1974-1975』朝日新聞社 1976
- 『グアダルーペの聖母　メキシコ・ノート』筑摩書房 1976
- 『柳宗悦』平凡社選書 1976、平凡社ライブラリー 1994
- 『読書のすすめ』潮出版社 1979
- 『太夫才蔵伝 漫才をつらぬくもの』平凡社選書 1979、平凡社ライブラリー 2000
- 『本と人と』西田書店 1979
- 『文章心得帖』潮出版社 1980
- 『戦後を生きる意味』筑摩書房 1981
- 『戦後思想三話』ミネルヴァ書房 1981
- 『戦時期日本の精神史 1931〜1945年』岩波書店 1982 のち同時代ライブラリー、岩波現代文庫
- 『家の中の広場』編集工房ノア 1982
- 『戦後日本の大衆文化史 1945〜1980年』岩波書店、1984 のち同時代ライブラリー、岩波現代文庫
- 『絵葉書の余白に 文化のすきまを旅する』東京書籍 1984
- 『ことばを求めて』太郎次郎社 1984
- 『人類の知的遺産 60 デューイ』講談社 1984
- 『読書日録』潮出版社、1985
- 『大衆文学論』六興出版社、1985
- 『テレビのある風景』マドラ出版 1985
- 『思想の落とし穴』岩波書店、1988
- 『夢野久作-迷宮の住人-』リブロポート（シリーズ民間日本学者）1989、新編・双葉文庫 2004
- 『らんだむ・りぃだぁ』潮出版社、1991
- 『アメノウズメ伝-神話からのびてくる道』平凡社、1991、平凡社ライブラリー 1997
- 『書評10年』潮出版社、1992
- 『竹内好-ある方法の伝記-』リブロポート（シリーズ民間日本学者）1995、新編・岩波現代文庫 2010
- 『期待と回想』自伝 晶文社 上下、1997。新編・全1巻、朝日文庫 2008、ちくま文庫 2022
- 『隣人記』晶文社 1998
- 『教育再定義への試み』岩波書店 1999、岩波現代文庫 2010
- 『夢野久作と埴谷雄高』深夜叢書社 2001
- 『回想の人びと』潮出版社、2002、ちくま文庫 2006
- 『風韻 日本人として』フィルムアート社 2005
- 『埴谷雄高』講談社 2005、講談社文芸文庫 2016
- 『詩と自由 恋と革命』思潮社 2006
- 『たまたま、この世界に生まれて 半世紀後の『アメリカ哲学』講義—』編集グループSURE 2007
- 『悼詞』編集グループSURE 2008
- 『言い残しておくこと』作品社 2009
- 『ちいさな理想』編集グループSURE 2010
- 『思い出袋』岩波新書 2010
- 『もうろく帖』編集グループSURE 2010
- 『かくれ佛教』ダイヤモンド社 2010
- 『象の消えた動物園 同時代批評』編集工房ノア 2011
- 『鶴見俊輔語録1 定義集 警句・読書・定義』皓星社 2011
- 『鶴見俊輔語録2 この九十年』皓星社 2011 各・冨板敦編
- 『日本人は状況から何をまなぶか』編集グループSURE 2012
- 『流れに抗して』編集グループSURE 2013
- 『まなざし』藤原書店 2015
- 『日本思想の道しるべ』中央公論新社 2022
- The Stripper Goddess of Japan: The Life and Afterlife of Ame no Uzume, Trans Pacific Press, 2023

### 集成
- 『鶴見俊輔著作集』全5巻 筑摩書房 1975-76
- 『鶴見俊輔集』全12巻+補巻5巻、筑摩書房、1991-2001
- 『鶴見俊輔座談』全10巻、晶文社 1996 - 選集『昭和を語る　鶴見俊輔座談』同 2015
- 『鶴見俊輔書評集成』全3巻 みすず書房 2007
- 『鶴見俊輔コレクション』河出書房新社（全4巻、黒川創編）2012
- 『鶴見俊輔全漫画論』ちくま学芸文庫（全2巻、松田哲夫編）2018

### 共著
- 『現代日本の思想　その五つの渦』久野収 岩波新書 1956、度々復刊
- 『戦後日本の思想』久野収・藤田省三 中央公論社, 1959 のち勁草書房、講談社文庫、岩波同時代ライブラリー、岩波現代文庫
- 『折伏 創価学会の思想と行動』産報 1963
- 『日本人の生き方』星野芳郎 講談社現代新書 1966
- 『平和を呼ぶ声』開高健,小田実 番町書房 1967
- 『二十世紀の思想』しまねきよし,田村紀雄,後藤宏行 青木書店,1967
- 『同時代 鶴見俊輔対話集』合同出版社 1971
- 『市民の暦』小田実,吉川勇一 朝日新聞社 1973
- 『日本人の世界地図』長田弘、高畠通敏 潮出版社、1979 のち岩波同時代ライブラリー、
- 『歳時記考』長田弘、なだいなだ、山田慶児 潮出版社、1980 のち岩波同時代ライブラリー
- 『アメリカ』亀井俊介 文藝春秋 1980
- 『戦争体験 戦後の意味するもの 鶴見俊輔対話集』ミネルヴァ書房 1980
- 『まげもののぞき眼鏡 大衆文学の世界』旺文社文庫 1981
- 『忠臣蔵と四谷怪談 日本人のコミュニケーション』安田武対談 朝日選書 1983
- 『思想の舞台』粉川哲夫 田畑書店 1985
- 『変貌する日本人』多田道太郎 三省堂 1986
- 『ふれあう回路』野村雅一 平凡社 1987
- 『現代風俗通信 1977〜1986 』学陽書房 1987
- 『祭りとイベントのつくり方』小林和夫 晶文社 1988
- 『ことばを豊かにする教育』森毅 明治図書出版、1989
- 『思想の折り返し点で』久野収 岩波書店、1990、朝日選書 1998
- 『教育で想像力を殺すな』高橋幸子 明治図書出版 1991
- 『時代を読む』河合隼雄 潮出版社、1991
- 『旅の話』長田弘 晶文社、1993
- 『日本文化の現在』森毅 潮出版社、1993
- 『歴史の話』網野善彦 朝日新聞社、1994、朝日選書 2004
- 『神話的時間』熊本子どもの本の研究会, 1995
- 『「むすびの家」物語 ワークキャンプに賭けた青春群像』木村聖哉 岩波書店 1997
- 『神話とのつながり』西成彦,神沢利子 熊本子どもの本の研究会 1997
- 『丁丁発止梅棹忠夫・鶴見俊輔・河合隼雄』朝日新聞大阪本社 かもがわ出版 1998
- 『二〇世紀から』加藤周一 潮出版社、2001
- 『転向再論』いいだもも、鈴木正 平凡社、2001
- 『未来におきたいものは　鶴見俊輔対談集』晶文社、2002
- 『読んだ本はどこへいったのか』山中英之、潮出版社、2002
- 『グラウンド・ゼロからの出発-日本人にとってアメリカってな〜に』ダグラス・ラミス 光文社、2002
- 『みんなで考えよう　鶴見俊輔と中学生たち』全3巻、晶文社 2002
- 『No war! ザ・反戦メッセージ』瀬戸内寂聴、いいだもも 社会批評社 2003
- 『戦争が遺したもの　鶴見俊輔に戦後世代が聞く』上野千鶴子、小熊英二 新曜社、2004
- 『同時代を生きて』瀬戸内寂聴、ドナルド・キーン 岩波書店、2004
- 『まごころ-哲学者と随筆家の対話』岡部伊都子 藤原書店、2004
- 『手放せない記憶-私が考える場所』小田実、編集グループSURE 2004
- 『千年の京から「憲法九条」-私たちの生きてきた時代』瀬戸内寂聴 かもがわ出版 2005
- 『日米交換船』加藤典洋・黒川創と座談、新潮社、2006。ISBN 4103018518
- 『脱走の話 ベトナム戦争といま』吉岡忍　編集グループSURE 2007
- 『セミナーシリーズ・鶴見俊輔と囲んで』編集グループSURE 2006

井波律子・作田啓一・那須耕介・山田稔・加藤典洋
- 『シリーズ《鶴見俊輔と考える》』全5巻、編集グループSURE 2008

山田慶児・柳瀬睦男・中村桂子・谷川道雄・海老坂武
- 『アジアが生みだす世界像──竹内好の残したもの』編集グループSURE 2009

中島岳志・大澤真幸・山田慶児・井波律子・山田稔・黒川創編
- 『対論・異色昭和史』上坂冬子 PHP新書 2009
- 『不逞老人』黒川創 河出書房新社 2009
- 『人生に退屈しない知恵』森毅 編集グループSURE 2009
- 『ぼくはこう生きている 君はどうか』重松清 潮出版社 2010
- 『新しい風土記へ　鶴見俊輔座談』朝日新書 2010

姜尚中、中村哲、徳永進、アーサー・ビナード、上野千鶴子、四方田犬彦、中島岳志、孫歌、池澤夏樹
- 『日本人は何を捨ててきたのか 思想家・鶴見俊輔の肉声』関川夏央 筑摩書房 2011、新編・ちくま学芸文庫 2015
- 『オリジンから考える』小田実 岩波書店 2011
- 『日本思想の道しるべ』吉本隆明 中央公論新社 2022
- 『鶴見俊輔、詩を語る』谷川俊太郎、正津勉 作品社 2022

### 編著
- 『日本の百年1 御一新の嵐』筑摩書房（全10巻） 1961-64、改訂版 1977-78
- 『日本の百年9 廃墟の中から』今井清一、橋川文三、松本三之介と編集委員
- 『日本の百年10 新しい開国』、各・新版 ちくま学芸文庫 2007-08
- 『20世紀を動かした人々1 世界の知識人』久野収共編 講談社 1964
- 『現代日本思想大系12 ジャーナリズムの思想』筑摩書房 1965
- 『反戦の論理 全国縦断日米反戦講演記録』小田実・開高健共編 河出書房新社 1967
- 『反戦と変革』小田実共編 学芸書房 1968
- 『戦後日本思想大系4 平和の思想』筑摩書房 1968
- 『岩波講座哲学13 文化』生松敬三共編 岩波書店 1968
- 『現代人の思想7 大衆の時代』平凡社 1969、新版2000
- 『脱走兵の思想 国家と軍隊への反逆』小田実・鈴木道彦共編 太平出版 1969
- 『語りつぐ戦後史』全3巻 思想の科学社 1969-1970
- 『現代日本記録全集14 生活の記録』筑摩書房 1970
- 『現代に生きる1 国際活動』東洋経済新報社 1971
- 『叢書児童文学5 児童文学の周辺』世界思想社 1979
- 『抵抗と持続  世界思想ゼミナール』山本明と共編 世界思想社 1979
- 『老いの生きかた こころの本』筑摩書房 1988
- 『祭りとイベントのつくり方』小林和夫共編 晶文社 1988
- 『コミュニケーション事典』粉川哲夫共編 平凡社 1988
- 『日本人のこころ 原風景をたずねて』岩波書店 1997
- 『現代日本文化論9 倫理と道徳』河合隼雄共編 岩波書店 1997
- 『本音を聴く力 中学生は何を考えているのか』福島美枝子共編 同朋舎 1999
- 『日本人のこころ2 新しく芽ばえるものを期待して』岩波書店 2001
- 『本と私』岩波新書 2003
- 『源流から未来へ 『思想の科学』五十年』思想の科学社 2005
- 『サザエさんの〈昭和〉』斎藤慎爾と共編 柏書房 2006

#### 著作解説、編集委員
- 『思想の科学事典』久野収共編 勁草書房 1969
- 『現代漫画』全27巻 佐藤忠男・北杜夫と編集委員 筑摩書房 1970-1971
- ジョージ・オーウェル『右であれ左であれ、わが祖国』平凡社選書 1971、新版1984
- 『近代日本思想大系24 柳宗悦集』筑摩書房 1975
- 『講座日本映画』全8巻 今村昌平・佐藤忠男・新藤兼人・山田洋次と編集委員　岩波書店 1985
- 『老いの発見』全5巻 伊東光晴・河合隼雄・副田義也・日野原重明と 岩波書店 1986-1987
- 『天皇百話』上下 中川六平共編 ちくま文庫 1989
- 『ちくま哲学の森』全9巻 安野光雅・森毅・井上ひさし・池内紀と 1989-1990。ちくま文庫 2011-2012
- 『ちくま日本文学全集42 武田泰淳』筑摩書房 1992
- 『帰ってきた脱走兵 ベトナムの戦場から25年』吉川勇一・吉岡忍と 第三書館 1994
- 『新 ちくま文学の森』全16巻 安野光雅・森毅・井上ひさし・池内紀と　筑摩書房 1994-1996
- 『民間学事典 事項編』『人名編』鹿野政直・中山茂と 三省堂 1997
- 『日本の名随筆 別巻97 昭和1』作品社 1999
- 『鶴見良行著作集1 出発』『5 マラッカ』みすず書房 1999-2000
- 『林達夫セレクション』全3巻 平凡社ライブラリー 2000。監修
- 『人生のエッセイ』全10巻 日本図書センター 2000。監修
- 『ハンセン病文学全集』全10巻 大岡信・大谷藤郎・加賀乙彦編集委員 皓星社 2002-2010
- 『戦後史大事典 1945-2004』佐々木毅・富永健一・中村政則・正村公宏・村上陽一郎編集委員 三省堂 2005
- 『歩く学問　ナマコの思想（鶴見良行論）』編者代表、池澤夏樹・吉岡忍ほか コモンズ 2005
- 『無根のナショナリズムを超えて 竹内好を再考する』加々美光行と編者代表 日本評論社 2007
- 『アジアが生みだす世界像 竹内好の残したもの』編者代表 編集グループSURE 2009

### 翻訳
- 『社会契約論』 ルソー 岩波文庫, 1954 桑原武夫代表・13人の共同訳者の一人
- 『キューバの声』 ライト・ミルズ みすず書房, 1961
- 『フランクリン自伝』 ベンジャミン・フランクリン 旺文社文庫, 1966、土曜社ペーパーバック, 2015
- 『わたしは女王を見たのか』 ヴァジニア・ハミルトン 岩波書店, 1979（児童書）

### 映像
- DVD『鶴見俊輔みずからを語る』(テレビマンユニオン）（編集グループSURE）

### 受賞歴
- 1982年（昭和57年）:『戦時期日本の精神史』で大佛次郎賞。
- 1990年（平成2年）:『夢野久作』で日本推理作家協会賞。
- 1994年（平成6年）: 朝日賞。
- 2007年（平成19年）:『鶴見俊輔書評集成』（全3巻）で毎日書評賞。

## 関連文献
- ローレンス・オルソン『アンビヴァレント・モダーンズ　江藤淳・竹内好・吉本隆明・鶴見俊輔』黒川創ほか訳、新宿書房、1997年
- 原田達「鶴見俊輔、その苦悩と思想 : ある知的マゾヒズムの軌跡」2001年12月、大阪大学人間学博士論文。[137]
- 原田達『鶴見俊輔と希望の社会学』世界思想社、2001年
- 木村倫幸『鶴見俊輔ノススメ　プラグマティズムと民主主義』新泉社、2005年
- 『現代思想　総特集＝鶴見俊輔』2015年10月臨時増刊号、青土社
- 村瀬学『鶴見俊輔』言視舎評伝選、2016年
- 安酸敏眞『欧米留学の原風景　福沢諭吉から鶴見俊輔へ』知泉書館、2016年‐「武田清子と鶴見俊輔」